# Alberto Drago
Alberto Drago, OP (falecido a 3 de janeiro de 1601) foi um prelado católico romano que serviu como bispo de Termoli (1599–1601).

## Biografia
Alberto Drago foi ordenado sacerdote na Ordem dos Pregadores.
No dia 29 de novembro de 1599, foi nomeado Bispo de Termoli pelo Papa Clemente VIII. A 19 de dezembro de 1599, foi consagrado bispo por Giulio Antonio Santorio, cardeal-bispo de Palestrina, tendo Metello Bichi, bispo de Sovana, e Benedetto Mandina, bispo de Caserta, servindo como co-consagradores.
Serviu como bispo de Termoli até à sua morte a 3 de janeiro de 1601.